# 8530 Korbokkur
A 8530 Korbokkur (ideiglenes jelöléssel 1992 UK5) a Naprendszer kisbolygóövében található aszteroida. M. Hirasawa és S. Suzuki fedezte fel 1992. október 25-én.